# Anders Gustaf Ekeberg

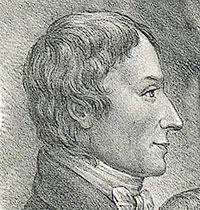
Anders Gustaf Ekeberg

Anders Gustaf Ekeberg (Stoccolma, 16 gennaio 1767 – Uppsala, 11 febbraio 1813) è stato un chimico svedese, noto per aver scoperto il tantalio, un elemento chimico.

## Biografia
Figlio di un costruttore di navi, nel 1788 si laureò in chimica all'Università di Uppsala con una tesi sull'estrazione di olio dalle piante. Dopo la laurea iniziò un lungo periodo di lavoro itinerante in Germania, dove ebbe modo di fare apprendistato con alcuni eminenti chimici. Ritornato in patria, nel 1794 ottenne la cattedra di chimica a Uppsala. Si dedicò all'insegnamento con entusiasmo, sebbene fosse diventato parzialmente sordo dall'infanzia e avesse perso un occhio nel 1801 per un'esplosione avvenuta durante un esperimento di chimica. Fu il maestro di Jöns Jacob Berzelius che Ekberg definì la sua "più importante scoperta".
Nel 1802 scoprì il tantalio in un campione di roccia proveniente dalla località finlandese di Kimito. La scoperta tuttavia venne contestata da Wollaston il quale affermò che il tantalio, l'elemento chimico scoperto da Ekeberg, non fosse altro che il columbio, l'elemento scoperto nel 1801 da Charles Hatchett. Nel 1846 il chimico tedesco Heinrich Rose scoprì un nuovo elemento che battezzò niobio, e che fu successivamente identificato con l'elemento scoperto decenni prima da Hatchett, dimostrando nel contempo che fosse differente dal tantalio di Ekeberg.

Era un uomo molto colto e amante delle arti; è stato infatti anche un poeta e pittore dilettante. Berzelius ne dette notizia della morte ad Alexandre Marcet in una lettera del 22 aprile 1813, con le seguenti parole: 
(Icilio Guareschi, Jöns Jacob Berzelius e la sua opera scientifica, Torino: Unione Tipografico-Editrice, 1915)
"Ekeberg è morto dopo una malattia lunga, febbrile e sfortunata. Quest'uomo era tra i più amabili, possedeva conoscenze solide e un'inclinazione irresistibile per il lavoro. Era un buon chimico e mineralogista, poeta felice e gran pittore"